# El Naranjillo
El Naranjillo är en ort i Mexiko.   Den ligger i kommunen Santa Cruz de Juventino Rosas och delstaten Guanajuato, i den centrala delen av landet, 240 km nordväst om huvudstaden Mexico City. El Naranjillo ligger 1 855 meter över havet och antalet invånare är 1 566.
Terrängen runt El Naranjillo är kuperad åt nordväst, men åt sydost är den platt. Runt El Naranjillo är det ganska tätbefolkat, med 160 invånare per kvadratkilometer. Närmaste större samhälle är Santa Cruz de Juventino Rosas, 7,9 km söder om El Naranjillo. Trakten runt El Naranjillo består till största delen av jordbruksmark.